# Гордієнко Олександр Григорович
Олекса́ндр Григо́рович Гордіє́нко — підполковник Збройних сил України, учасник російсько-української війни.

## З життєпису
Станом на березень 2017 року — начальник служби, в/ч А1479 — 6-й арсенал Командування сил підтримки ЗС України, проживає в смт Дружба Ічнянського району.

## Нагороди
2 серпня 2014 року — за особисту мужність і героїзм, виявлені у захисті державного суверенітету та територіальної цілісності України, вірність військовій присязі під час російсько-української війни, відзначений — нагороджений орденом Богдана Хмельницького III ступеня.